# Casino de Madeira
El Casino de Madeira es un casino ubicado en Funchal, en el archipiélago de Madeira, Portugal. Forma parte del hotel Pestana Casino Park, del Grupo Pestana, aunque inicialmente su dueño era la familia Barreto. Fue diseñado en 1966, pero las obras no comenzaron hasta seis años después, siendo inaugurado en 1976.
Aunque popularmente se atribuye el proyecto al arquitecto brasileño Oscar Niemeyer, en realidad fue codiseñado por Alfredo Viana de Lima, arquitecto portugués de Esposende, al norte de Portugal. En una entrevista de 2007 con el periódico portugués Expresso, Niemeyer reveló que en realidad no consideraba que fuera su propio proyecto, sino de De Lima, ya que, si bien él había proporcionado los diseños iniciales, éstos fueron modificados posteriormente por De Lima.